# Kessler (televisieserie)
Kessler is een Britse dramaserie over de jacht op een Duitse oorlogsmisdadiger. De serie is een vervolg op de dramaserie Secret Army. In totaal kende de serie zes afleveringen.
De serie werd uitgezonden door de BBC tussen 13 oktober en 18 december 1981. In Nederland is de serie uitgezonden door de NCRV en later herhaald door TV10.

## Verhaal
SS Standartenfüher Ludwig Kessler is na de Tweede Wereldoorlog gevlucht uit een Canadees krijgsgevangenkamp. Onder de schuilnaam Manfred Dorf is hij in het naoorlogse Duitsland een rijke industrieel geworden. Kessler is altijd een overtuigd nazi gebleven en heeft zijn ideeën doorgegeven aan zijn dochter Ingrid. Samen dromen ze van de wederopstanding van het Derde Rijk van Hitler. Ingrid is aanvoerster van een groep jonge neonazi’s en vraagt haar vader - eerst tevergeefs - om geld om haar  groep te steunen. Dertig jaar lang weet Kessler zich achter zijn respectabele façade te verbergen. Maar dan wordt Kessler - in de aanloop naar een uitzending van een actualiteitenprogramma - herkend door de Belgische oud-verzetsstrijders Albert Foiret, Monique Duchamps en Nathalie Chantrens. Kessler vlucht naar Paraguay waar meer oude Nazi’s zich verbergen als Josef Mengele en Martin Bormann. Hij wordt achtervolgd door Richard Bauer van de Duitse geheime dienst en de jonge Israëlische Mical Rak die haar door de nazi’s vermoorde ouders wil wreken.

## Productie
Na het succes van Secret Army wilde de BBC graag een vervolg op deze serie. Aangezien Secret Army was geëindigd na de Tweede Wereldoorlog kon het vervolg zich ook alleen na 1945 afspelen. Als uitgangspunt nam men de laatste en nooit uitgezonden aflevering van Secret Army, What did you do in the war, daddy?. In deze aflevering komen een aantal hoofdrolspelers uit Secret Army nog een keer bijeen in 1969 voor het televisieprogramma In our time, om te vertellen over hun oorlogservaringen. De BBC zond deze episode echter niet uit met als reden dat een staking roet in het eten had gegooid bij het monteren van de aflevering. De echte reden was waarschijnlijk dat de aflevering achteraf gezien niet goed aansloot bij de sfeer van de rest van de serie.
Men besloot het gegeven van de oud-verzetsstrijders die nog een keer bijeen komen aan te houden en in de eerste aflevering komen Foiret, Monique en Nathalie weer bij elkaar. Zij praten op uitnodiging van de producent van het actualiteitenprogramma over de industrieel Manfred Dorf en identificeren hem (met wisselende mate van overtuiging) van dat hij in werkelijkheid Ludwig Kessler, het gehate hoofd van de Gestapo in Brussel, is. De serie verlaat Europa echter snel en concentreert zich op Paraguay. Omdat Albert, Monique en Nathalie verder niet meer in de serie voorkomen is Kessler de enige die nog wortels in Secret Army heeft.
Aanvankelijk was het de bedoeling dat Kessler begin jaren zestig zou worden gesitueerd. De BBC weigerde dit vanwege de hoge kosten voor kostuums en decors en vroeg om de serie in het heden (van 1980) te laten spelen. Hoewel de schrijvers hier bezwaar tegen hadden (het personage Kessler was bijvoorbeeld in 1980 zeker zeventig of tachtig jaar) werd hen toch gevraagd om dat jaar aan te houden.

## Rolverdeling
- Clifford Rose – Ludwig Kessler/Manfred Dorf
- Alan Dobie – Richard Bauer
- Nitza Saul – Mical Rak
- Allson Glennie – Ingrid Dorf
- Oscar Quitak – Josef Mengele